# 禾青镇
禾青镇，是中华人民共和国湖南省娄底市冷水江市下辖的一个乡镇级行政单位。

## 行政区划
禾青镇下辖以下地区：
宝兴社区、里福社区、球溪社区、双星社区、禾青村、禾兴村、黄场村、黄泥村、里福村、刘李村、炉竹村、球溪村、瑞江村、社学里村、双星村和杨坪村。